# Héctor Argüello López
Héctor Argüello López (Villahermosa, Tabasco; 23 de noviembre de 1953) es un político mexicano, antiguo miembro del Partido Revolucionario Institucional, fue líder del Partido en Tabasco y senador por ese estado de 1994 a 2000.

## Biografía
Héctor Argüello, conocido popularmente como "El Negro", fue elegido Senador por Tabasco para el periodo de 1994 a 2000 y fue presidente estatal del PRI, se enfrentó con el entonces gobernador estatal Roberto Madrazo Pintado, por lo que renunció al PRI en 1998, permaneciendo como senador independiente, en las Elecciones para Gobernador de 2000 fue postulado candidato a la gubernatura por el Partido del Trabajo.